# Ку (горы)
Ку, Балкантау — горы на северо-востоке Сарыарки в Каркаралинском районе Карагандинской области. Вытянуты с запада на восток на 20 км, ширина 10—12 км. Абсолютная высота 1359 м. Сложены пермскими гранитоидами, дювиально-пролювиальными отложениями. Почвы каштановые. Склоны расчленены речными долинами, ущельями; покрыты редким сосновым лесом. В межгорных долинах и ложбинах растут берёза, ива, различные кустарники, встречаются злаково-разнотравные луга. У подножия гор родники.
Склон горы повернут к С.-З. и расположен дугообразно. Длина 15—20 км, ширина 10—12 км. Образован из эффузивных отложений силура и девона, гранитных и диоритных пород. Почва коричневая, светло-коричневая. На склонах гор растет сосновый лес. В долинах и небольших ущельях растут ива, сосна, различные кустарники. У подножья гор родники.
В горах находится Кувский заказник.